# ザック・ワンプ
ザカリー・ポール・ワンプ（Zachary Paul Wamp、1957年10月28日 - ）は、1995年から2011年まで、TN州3区で選出されたアメリカ合衆国下院議員を務めた政治家。

## 人物
ザックと妻のキムには、2人の子供と4人の孫がいる。 